# Sophie Lissitzky-Küppers
Sophie Lissitzky-Küppers (* 1891 in Kiel als Sophie Schneider; † 1978 in Nowosibirsk) war eine deutsche Kunsthistorikerin, Förderin der Avantgarde, Autorin und Kunstsammlerin.
Sie war in erster Ehe mit Paul Erich Küppers, dem ersten Direktor der Kestnergesellschaft Hannover, verheiratet und in zweiter Ehe mit dem russischen Maler und Architekten El Lissitzky. Diesem folgte sie 1927 in die Sowjetunion. Nach seinem Tod 1941 wurde sie während des Zweiten Weltkriegs als feindliche Ausländerin nach Nowosibirsk verbannt. Dort lebte sie bis zu ihrem Tod 1978.

Paul Klee: Sumpflegende, heute im Besitz des Lenbachhauses München

Bei ihrer Emigration aus Deutschland überließ sie dem Provinzialmuseum Hannover 16 Kunstwerke ihrer Sammlung Moderner Kunst als Leihgaben, davon beschlagnahmte die nationalsozialistische Kunstkommission im Jahr 1937 bei der Aktion „Entartete Kunst“ 13 Werke. Lediglich von vier Gemälden konnte in der Nachkriegszeit der Standort ermittelt werden. Seit 1989 bemüht sich der Sohn von Sophie Lissitzky-Küppers, Jen Lissitzky, um die Restitution. Die Werke La grappe de raisins von Louis Marcoussis und Fliegenstadt von Paul Klee erhielt er 2000 beziehungsweise 2001 zurück, über das Gemälde Improvisation No. 10 von Wassily Kandinsky erzielte er eine Einigung mit dem neuen Eigentümer. Im Fall des Bildes Sumpflegende von Paul Klee, das sich im Besitz der Städtischen Galerie im Lenbachhaus in München befindet, kam es im Juli 2017 nach einem fünfundzwanzigjährigen Rechtsstreit zu einer Einigung zwischen den Erben und der Stadt München.

## Leben
1891 wurde Sophie als Tochter von Mathilde Parcus und Christian Schneider geboren. Ihr Vater war Facharzt für Infektionskrankheiten, Schiffsarzt bei der Marine in Kiel und stammte aus der Münchner Verlegerfamilie Friedrich Schneider, Mitbegründer des Braun & Schneider Verlags. Sie war das älteste von insgesamt vier Kindern. Im Jahr 1900 zog die Familie von Kiel zurück nach München, da der Vater seinen kranken reichen Bruder Julius Schneider als Arzt betreuen sollte. Ab 1909 studierte Sophie Kunstgeschichte an der Universität München. Dort lernte sie Paul Erich Küppers kennen, den sie 1916 heiratete und mit dem sie nach Hannover zog.

### Hannover
Paul Küppers wurde der erste Direktor der am 10. Juni 1916 gegründeten Kestnergesellschaft. Gemeinsam belebte das junge Ehepaar das kulturelle Leben der Stadt durch zahlreiche Ausstellungen und Förderungen insbesondere von jungen und damals unbekannten Künstlern, wie zum Beispiel Kurt Schwitters, kunsthistorische Vorträge, Klavierkonzerte, Lesungen und Dada-Abende. Das Ehepaar erstand in dieser Zeit auch einige bemerkenswerte Kunstwerke von Künstlern, die von ihnen unterstützt wurden, so die Sumpflegende von Paul Klee oder Improvisation Nr. 10 von Wassily Kandinsky.
1917 und 1920 kamen die beiden Söhne Kurt und Hans zur Welt. Am 7. Januar 1922 starb Paul Küppers an der Spanischen Grippe.

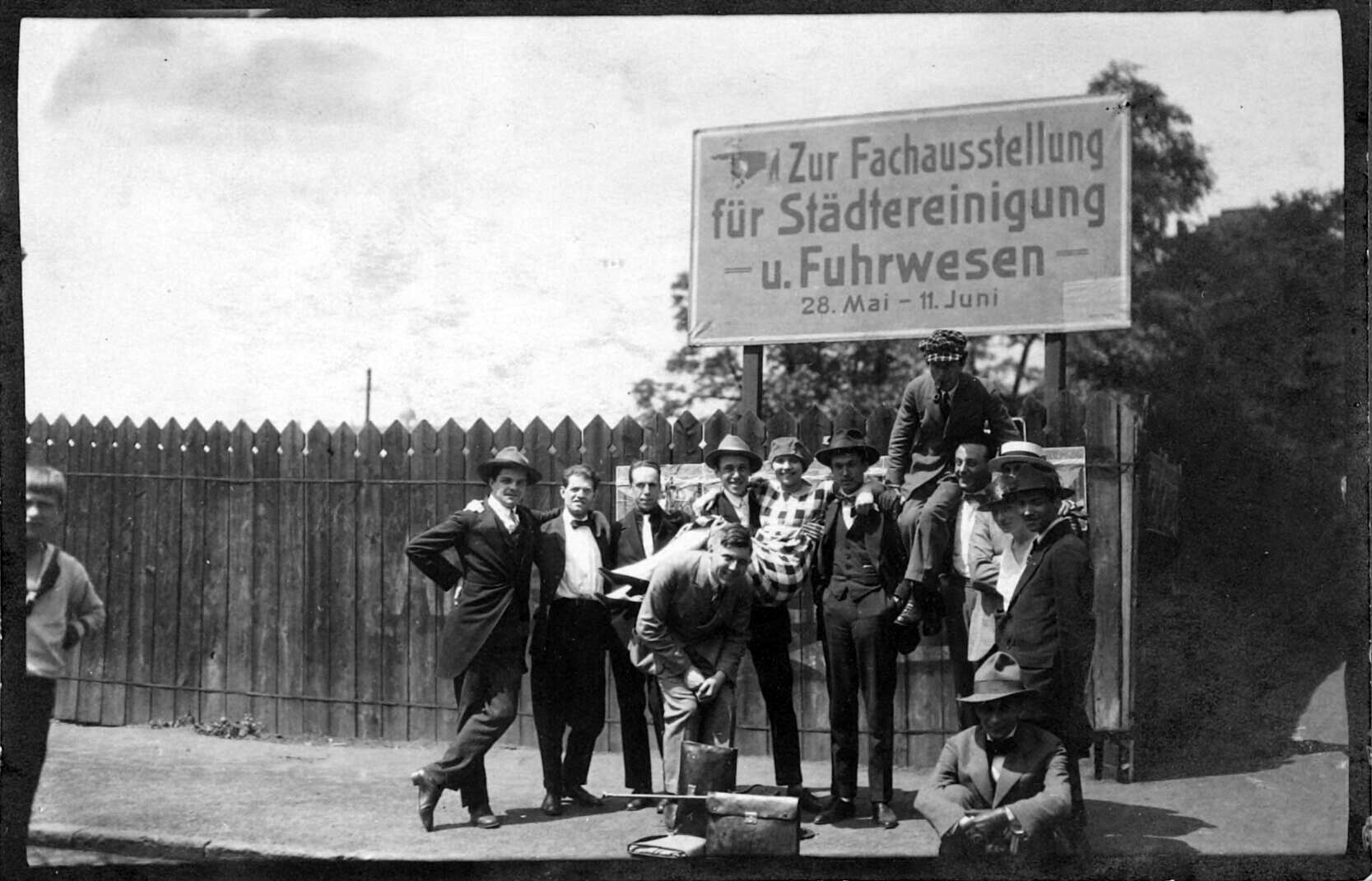
El Lissitzky beim Ersten Internationalen Kongress fortschrittlicher Künstler in Düsseldorf, 1922, mit Künstlern aus der Gruppe De Stijl (auf den Schultern, mit karierter Kappe)

In den folgenden Jahren setzte Sophie Küppers das Engagement für die Moderne Kunst und die jungen Künstler fort. Insbesondere die sowjetische Avantgarde fand ihr Interesse, was ihr den Kosenamen la mère des bolcheviks einbrachte. Über Kurt Schwitters lernte sie 1922 den russischen Maler und Architekten El Lissitzky kennen. Sie stellte Kontakte zur Künstlergruppe De Stijl her und organisierte internationale Ausstellungen, so zum Beispiel 1926 in der Galerie Goltz in München die Aufsehen erregende Werkschau Mondrian – Paris, Lissitzky – Moskau, Man Ray – New York.

### Moskau
Im Jahr 1927 heiratete Sophie Küppers El Lissitzky und folgte ihm nach Moskau. Einen Teil ihrer Kunstsammlung verkaufte sie, 16 Werke gab sie als Leihgaben an das Provinzialmuseum Hannover. Aufgrund der ungewissen Zukunft ließ sie ihre Söhne zunächst in einem Internat in Gebesee in Thüringen. Sophie Lissitzky-Küppers fand Aufnahme in dem Moskauer Künstlerkreis um die Regisseure Sergej Eisenstein, Wsewolod Meyerhold, den Architekten Moissei Jakowlewitsch Ginsburg und Wladimir Tatlin, die eng mit Lissitzky zusammenarbeiteten. Der zur Macht gelangte Stalinismus setzte die zum revolutionären Aufbruch zählenden Künstler massiv unter Druck. Die neue Regierung erklärte die Abstrakte Kunst für tot und forderte anstelle von expressionistischen Emotionen und konstruktivistischen Entwürfen eine Kunst des sozialistischen Realismus.
1930 wurde Sophies und Els Sohn Jen Lissitzky geboren. Ein Jahr später zog die Familie in das damals ländliche Schodnja, 45 Kilometer von Moskau entfernt, und holte die beiden Kinder Kurt und Hans aus dem Internat zu sich. Die politischen Verhältnisse hatten sich derart verschärft, dass einerseits die wachsende Bedeutung des Nationalsozialismus in Deutschland dem deutsch-russischen Paar und den Söhnen des jüdischen Vaters Paul Küppers zur Gefahr wurde, andererseits Sophie Lissitzky-Küppers als Ausländerin in der Sowjetunion staatlichen Repressionen ausgesetzt war und ihr zum Beispiel keine Reiseerlaubnis innerhalb des Staates erteilt wurde.
El Lissitzky litt bereits seit 1921 an Tuberkulose, ab 1935 erkrankte er schwer, zahlreiche Krankenhaus- und Sanatoriumsaufenthalte erschwerten die Lebensbedingungen der Familie. Kurt Küppers, damals 18-Jährig, verließ 1935 die Sowjetunion und ging zurück nach Deutschland, nach Dresden. 1938 wurde er in das KZ Sachsenhausen deportiert und nach unbekannter Zeit wieder entlassen. Er überlebte den Holocaust.
Am 30. Dezember 1941 starb El Lissitzky, ein halbes Jahr nach dem Einmarsch der deutschen Wehrmacht in die Sowjetunion. Hans Küppers machte 1941 ein Diplom als Deutschlehrer, doch es war ihm verboten, sowjetische Kinder zu unterrichten. Er wurde zum Arbeitsdienst in Moskau, später in den Ural eingezogen. Dort starb er mit unbekannter Ursache im Juli 1942 im Alter von 22 Jahren.

### Nowosibirsk
Im Jahr 1944 wurde gegen Sophie Lissitzky-Küppers als feindliche Ausländerin die ewige Verbannung verhängt, man verbrachte sie mit ihrem damals 14-jährigen Sohn Jen nach Nowosibirsk. Sie konnte schließlich als Handarbeitslehrerin im örtlichen Kulturclub ihr Überleben sichern. Über ihre Freundin Pera Eisenstein, der Frau von Sergej Eisenstein, erhielt sie schließlich die Nachricht, dass ihr Sohn Kurt den Nationalsozialismus überlebt hatte. Dieser starb 1960 in Dresden.
Drei Jahre nach Stalins Tod, 1956, wurde die Verbannung offiziell aufgehoben. Sophie Lissitzky-Küppers behielt allerdings ihren Lebensmittelpunkt in Sibirien. 1958 unternahm sie eine Reise nach Deutschland und Österreich, ihr Sohn Jen musste als „Pfand“ zurückbleiben. In Hannover versuchte sie Auskunft über ihre Kunstsammlung zu bekommen, doch ihr wurde mitgeteilt, dass über den Verbleib der Gemälde nichts bekannt sei.
In den folgenden Jahren arbeitete sie im Kontakt mit Erhard Frommhold, dem Lektor des Dresdner Verlags der Kunst, an der Monografie und Zusammenstellung eines Werkverzeichnisses von El Lissitzky, das im Jahr 1968 herausgegeben wurde.
Mitte der 1970er suchte Lilo Schultz-Siemens, eine Angestellte der Kölner Galerie Antonina Gmurzynska, Sophie Lissitzky-Küppers in Nowosibirsk auf, um nach Arbeiten von El Lissitzky zu forschen, die auf dem westlichen Kunstmarkt äußerst nachgefragt waren. Sophie Lissitzky-Küppers übergab der Kunsthändlerin mindestens elf Gemälde, die diese auf unbekanntem Weg aus der Sowjetunion schmuggelte. Ein Anteil des Verkaufserlöses sollte darauf verwendet werden, Sophie Lissitzky-Küppers’ Rückkehr nach Deutschland zu unterstützen und zu finanzieren. Ab 1975 stellte sie sieben Ausreiseanträge, die allesamt abgelehnt wurden.
Am 10. Dezember 1978 starb Sophie Lissitzky-Küppers in Nowosibirsk an einer Lungenentzündung.
Im Oktober 2013 überließ Jen Lissitzky den privaten Nachlass El Lissitzkys und seiner Frau Sophie dem Sprengel Museum Hannover.

## Sammlung
Sophie Lissitzky-Küppers’ Sammlung avantgardistischer, abstrakter und insbesondere kubistischer Kunstwerke kam vor allem in den Jahren in Hannover zusammen, als sie junge moderne Künstler förderte; sie enthielt unter anderem Werke von Paul Klee, Wassily Kandinsky, Piet Mondrian, Kurt Schwitters und El Lissitzky. Vor ihrer Auswanderung in die Sowjetunion hat sie einige Bilder verkauft, sechzehn gab sie als Leihgaben in das Provinzial Museum Hannover, drei davon holte El Lissitzky 1930 bei seiner letzten Deutschlandreise ab und brachte sie nach Moskau. Die Verbliebenen wurden 1937 im Zuge der Aktion „Entartete Kunst“ beschlagnahmt, teilweise in der gleichnamigen Ausstellung geschmäht, einige später verkauft. Neun Werke gelten seither als verschollen.

### Liste der Kunstwerke
In der folgenden Tabelle sind die 16 Kunstwerke aufgeführt, die Sophie Lissitzky-Küppers 1926 dem Provinzial Museum Hannover als Leihgaben übergab. Mit der Provenienz wird der weitere Weg der Gemälde, soweit er nachvollziehbar ist, angegeben. Das dabei mehrmals genannte Schloss Niederschönhausen diente nach der 1937 durchgeführten Beschlagnahme der Aktion „Entartete Kunst“ für einen großen Teil der Werke als Lager. Die sogenannte „Fischerliste“ ist das ab 1941 angelegte Beschlagnahme-Inventar, das insgesamt über 16.000 Kunstwerke verzeichnet. Aufgeführt sind auch die drei Gemälde, die El Lissitzky 1930 nach Moskau brachte, und ihr weiterer Werdegang.
| Künstler              | Werk | Provenienz | Anmerkung / Quelle                                                                      |
| --------------------- | --- | --- | --------------------------------------------------------------------------------------- |
| Albert Gleizes        | Kubistischen Landschaft bei Paris Gemälde, 1917                                                                             | 1926 Leihgabe an das Provinzial Museum Hannover, 1937 beschlagnahmt, im Depot Schloss Schönhausen eingelagert, aufgeführt auf der Fischerliste, Kauf durch den Kunsthändler Karl Buchholz. | Verschollen Abgebildet in Paul Küppers: Kubismus                                        |
| George Grosz          | Schlafstube Gemälde | 1926 Leihgabe an das Provinzial Museum Hannover, 1937 beschlagnahmt. | Verschollen Ausgestellt in der Kestner-Gesellschaft 1921                                |
| Wassily Kandinsky     | Zwei Schwarze Flecke Aquarell                                                                                               | 1926 Leihgabe an das Provinzial Museum Hannover, 1937 beschlagnahmt, 1989 von einem unbekannten Einlieferer über das Kunsthaus Lempertz an einen Sammler versteigert. | Nicht restituiert, heute im Privatbesitz in Bergisch Gladbach                           |
| Wassily Kandinsky     | Improvisation Nr. 10 Öl auf Leinwand, 1910                                                                                  | 1926 Leihgabe an das Provinzial Museum Hannover, 1937 beschlagnahmt, 1939 von dem Kunsthändler Ferdinand Möller gekauft, 1951 weiterverkauft an Ernst Beyeler, ging in den Besitz der Fondation Beyeler in Basel über.                                                                              | 2002 restituiert: das Gemälde blieb gegen Entschädigung im Besitz der Fondation Beyeler |
| Paul Klee             | Haus und Mond (Landschaft mit dem aufgehenden Vollmond) Aquarell, 1919                                                      | 1926 Leihgabe an das Provinzial Museum Hannover, 1937 beschlagnahmt. | Verschollen Abgebildet in Paul Küppers: Kubismus                                        |
| Paul Klee             | Fliegenstadt (Verlassener Platz einer exotischen Stadt) Aquarell                                                            | 1926 Leihgabe an das Provinzial Museum Hannover, 1937 beschlagnahmt, 1940 von dem Kunsthändler Ferdinand Möller gekauft, gelangte auf unbekanntem Weg nach Tokio. | 2001 restituiert: an den Erben zurückgegeben Inventarbuch Landesmuseum Hannover         |
| Paul Klee             | Kubischer Aufbau, Öl auf Karton, 1920                                                                                       | 1926 Leihgabe an das Provinzial Museum Hannover, 1930 nach Moskau, später nach Nowosibirsk gebracht; 1958 von Sophie Lissitzky nach Österreich geschmuggelt und verkauft. | Verkauft: seit 1984 im Eigentum des Metropolitan Museum of Art                          |
| Paul Klee             | Der Komet von Paris Aquarell, 1918                                                                                          | 1926 Leihgabe an das Provinzial Museum Hannover, 1930 nach Moskau gebracht, 1944 während der Ausweisung nach Nowosibirsk gestohlen. | Nicht restituiert, heute: Puschkin-Museum Moskau                                        |
| Paul Klee             | Sumpflegende 1919, Öl auf Karton                                                                                            | 1926 Leihgabe an das Provinzial Museum Hannover, 1937 beschlagnahmt, in der Ausstellung „Entartete Kunst“ geschmäht, 1941 von dem Kunsthändler Hildebrand Gurlitt gekauft; nach mehreren Verkaufsstationen von der Gabriele Münter- und Johannes Eichner Stiftung sowie der Stadt München erworben. | 2017 restituiert: das Gemälde blieb gegen Entschädigung im Besitz des Lenbachhauses.    |
| Fernand Léger         | Ohne Titel, Aquarell | 1926 Leihgabe an das Provinzial Museum Hannover, 1937 beschlagnahmt, im Depot Schloss Schönhausen gelagert, aufgeführt auf der Fischerliste. | Verschollen                                                                             |
| Fernand Léger         | Ohne Titel, Aquarell | 1926 Leihgabe an das Provinzial Museum Hannover, 1930 nach Moskau gebracht. | Verschollen                                                                             |
| El Lissitzky          | Proun Schwarzes Kreuz Gemälde                                                                                               | 1926 Leihgabe an das Provinzial Museum Hannover, 1937 beschlagnahmt. | Verschollen                                                                             |
| El Lissitzky          | Proun S.K. Gemälde | 1926 Leihgabe an das Provinzial Museum Hannover, 1937 beschlagnahmt. | Verschollen                                                                             |
| Louis Marcoussis      | La grappe de raisins Gemälde                                                                                                | 1926 Leihgabe an das Provinzial Museum Hannover, 1937 beschlagnahmt, von dem Kunsthändler Hildebrand Gurlitt gekauft, an den Kölner Sammler Josef Haubrich weiterverkauft, gelangte später in das Museum Ludwig.                                                                                    | 2000 restituiert: an den Erben zurückgegeben                                            |
| Piet Mondrian         | Neoplacticisme (Komposition Schilderij No. 2 mit Blau, Gelb, Schwarz und verschiedenen hellgrauen und weißen Tönen) Gemälde | 1926 Leihgabe an das Provinzial Museum Hannover, 1937 beschlagnahmt, später durch den Kunsthändler Karl Buchholz verkauft. | Verschollen                                                                             |
| Karl Schmidt-Rottluff | Landschaft Aquarell | 1926 Leihgabe an das Provinzial Museum Hannover, 1937 beschlagnahmt. | Verschollen Ausgestellt in der Kestnergesellschaft 1920                                 |

### Restitutionen
Jen Lissitzky, dem Sohn von Sophie und El Lissitzky, gelang 1989 die Ausreise aus der Sowjetunion. In den folgenden Jahren recherchierte er nach dem Verbleib der Kunstsammlung seiner Mutter. Im Fall der Mitte der 1970er Jahre von der Kölner Galerie Gmurzynska aus Nowosibirsk erworbenen elf Gemälde von El Lissitzky wurde nach vierjährigem Prozess 1993 vor dem Oberlandesgericht Köln ein Vergleich geschlossen. Jen Lissitzky erhielt 300.000 DM. Von den ehemaligen dreizehn verbliebenen Leihgaben an das Provinzial Museum Hannover konnte er lediglich von vier Gemälden den jeweils neuen Eigentümer ermitteln. Der Umgang mit der angeforderten Restitution war äußerst unterschiedlich.

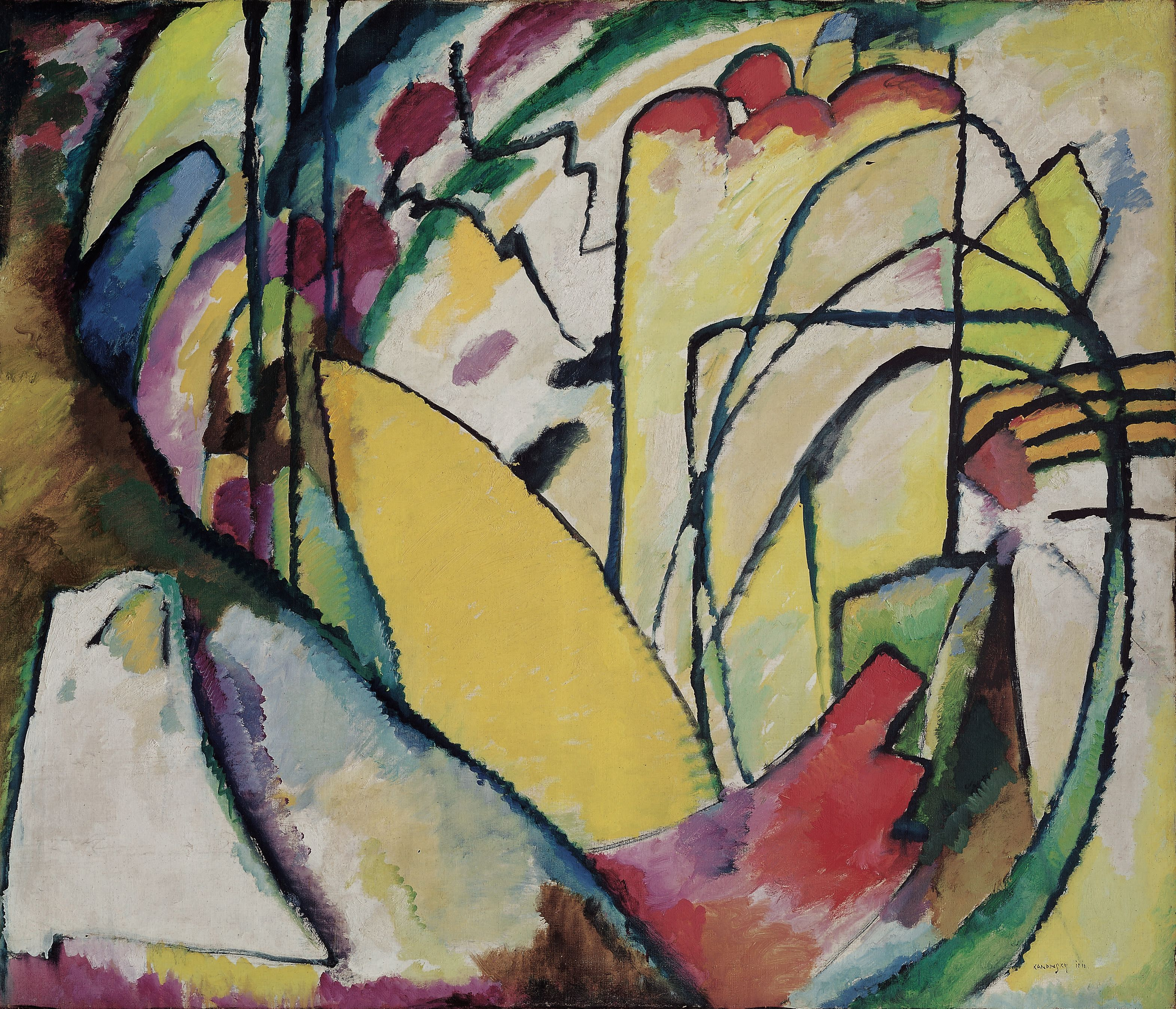
Improvisation No. 10

- Wassily Kandinsky, Improvisation No. 10, Öl auf Leinwand, 1910

Provenienz: Sophie und Paul Küppers haben dieses Gemälde am 15. Oktober 1919 in der Berliner Galerie Der Sturm für rund 3000 Mark erworben. Sophie Küppers übergab es dem Provinzial Museum 1926 als Leihgabe. Am 5. Juli 1937 wurde es dort beschlagnahmt, zunächst im Schloss Schönhausen eingelagert und 1939 von dem mit der Verwertung beauftragten Kunsthändler Ferdinand Möller für 100 US-Dollar gekauft. Dieser verkaufte es 1951 an den Schweizer Kunstsammler Ernst Beyeler zu einem Preis von 28.000 SFR. Es ist inzwischen im Besitz der Fondation Beyeler in Basel.
Restitution: Jen Lissitzky macht im Jahr 2002 als Erbe seiner Mutter vor einem Basler Gericht Ansprüche auf Rückerstattung des Bildes geltend. Vor einer Entscheidung des Gerichts kam es zu einer Einigung zwischen den Parteien, für eine unbekannt hohe Entschädigungszahlung verzichtete der Erbe auf alle weiteren Ansprüche. Das Gemälde blieb im Besitz der Beyeler Fondation.
- Paul Klee, Fliegenstadt (Verlassener Platz einer exotischen Stadt), Aquarell, 1921

Provenienz: Wie die anderen Bilder aus der Sammlung Sophie Küppers wurde auch dieses 1937 beschlagnahmt. 1940 kaufte es der Kunsthändler Ferdinand Möller, das Gemälde gelangte über Jahre und mehrere Verkaufsstationen in eine Galerie in Tokio. Dort erwarb  der Industrielle Masayuki Murata 1997 das Aquarell für das private Museum Kiyomizu Sannenzaka in Kioto.
Restitution: Nachdem Murata die Provenienz des Bildes bekannt wurde, gab er es im Januar 2001 gegen einen symbolischen Preis, dessen Höhe unbekannt ist, an Jen Lissitzky zurück.
- Paul Klee, Sumpflegende, Öl auf Karton, 1919

Provenienz: Sophie und Paul Küppers  kauften dieses Gemälde 1919 direkt aus Paul Klees Atelier im Schloss Suresnes, München. Am 5. Juli 1937 wurde es beschlagnahmt und ab 19. Juli 1937 in der Schmäh-Ausstellung „Entartete Kunst“ an der sogenannten „Dada Wand“ präsentiert. 1941 kaufte der Kunsthändler Hildebrand Gurlitt das Gemälde dem Deutschen Reich für 500 Schweizer Franken ab. 1962 wurde es über das Auktionshaus Lempertz in Köln, trotz des Hinweises auf die Herkunft und Eigentumsverhältnisse des Gemäldes von Sophie Lissitzky-Küppers, versteigert und von dem Schweizer Sammler Ernst Beyeler erworben. Dieser verkaufte es weiter an die Galerie Rosengart in Luzern, wo es sich von 1973 bis 1982 befand. Dann wurde es für 700.000 DM von der Gabriele Münter- und Johannes Eichner Stiftung sowie der Stadt München erworben, die es leihweise der Städtischen Galerie im Lenbachhaus übergaben. In deren Besitz ist es heute noch.
Restitution: Jen Lissitzky reichte 1992 eine Klage auf Herausgabe des Bildes beim Landgericht München I ein, die wegen Verjährung abgewiesen wurde. Da sich nur die Öffentlichen Sammlungen für die Einhaltung der Washingtoner Erklärung verpflichtet haben, war es nicht möglich, die private Stiftung zu einer Rückgabe nach diesen Prinzipien zu bewegen. 2012 wurde eine erneute Klage von dem Landgericht München I angenommen, da neu aufgefundene Dokumente vorgelegt werden konnten. Im Juli 2017 wurde bekannt, dass sich die Erben mit der Stadt München in einem Vergleich geeinigt haben. Demnach wurde eine Entschädigung gezahlt und das Gemälde verblieb im Lenbachhaus.

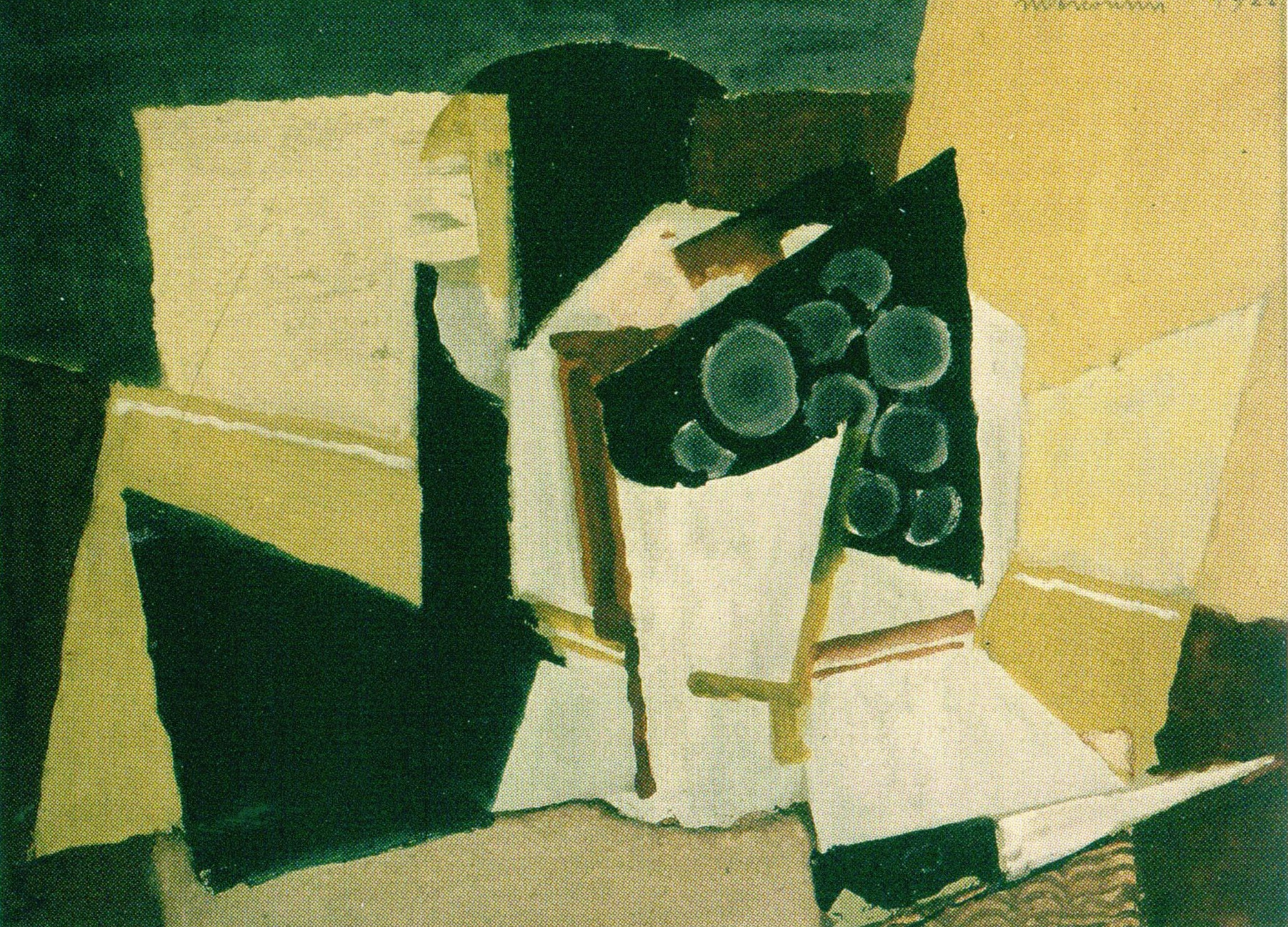
Louis Marcoussis: La grappe de raisins

- Louis Marcoussis, La grappe de raisins, Öl auf Leinwand

Provenienz: Auch dieses Gemälde wurde im Sommer 1937 beschlagnahmt und nach Berlin gebracht. Dort kaufte es der Kunsthändler Hildebrand Gurlitt und veräußerte es noch während des Krieges an den Kölner Sammler Josef Haubrich weiter. Dieser stiftete es der Stadt Köln und übergab es dem Museum Ludwig.
Restitution: 1992 forderte der Erbe Jen Lissitzky die Rückgabe des Gemäldes. Die Angelegenheit wurde acht Jahre lang geprüft. Im Februar 2000 entschieden die Verantwortlichen die Restitution nach den Washingtoner Grundsätzen.